# 张兰德
张兰德（1876年—1957年4月19日），暱稱小德张，字雲亭，庵號祥斋，天津靜海唐官屯人:198，清朝宦官、末代太监总管。今天津市有张兰德旧居。

## 生平
张兰德对他人所述，自己在十五岁时，因拾粪受到赶车的辱骂，因而想发财，改变境遇，故净身进宫為太监:203。在内宫太监字辈為「兰」字。1892年被派入宫内升平署戏班学京戲，為武生、小生，武艺精湛，深受慈禧太后赏识，后被慈禧赐名“恒泰”。
1898年被提升为后宫太监回事。1900年庚子事变，八國聯軍攻來，随慈禧太后西狩，回京后升任御膳房掌案，三品顶戴。
1909年，按照隆裕太后的懿旨，小德张升为长春宫四司八处大总管。各王公、大臣晋见隆裕太后，必须得到小德张的首肯，权倾一时。
1911年辛亥革命，1912年清朝總理大臣袁世凱因與革命黨人和議已成，打算成為民國大總統，行賄小德張，威嚇隆裕太后，如果不同意宣統退位，皇室一族可能被革命黨族滅，而退位可享有《清室優待條件》。又加上段祺瑞聯名五十名將領發出《段祺瑞等要求共和電》。隆裕最後同意，民國建立，袁世凱成為大總統。遜清小朝廷依條件，居在紫禁城內，享有小皇宮，並可在「城內保留年號」。
1913年隆裕去世后，小德张離開紫禁城，到天津英租界做寓公，深居简出，不问政事，广置田产。1957年4月19日病逝于天津自宅中，终年81岁。其宅邸张兰德旧居现为天津市一般保护等级历史风貌建筑。

## 家庭
张兰德幼年丧父，母董氏（1922年逝世）。同母兄长一人。张兰德收养侄子张彬如为嗣子。张彬如有二子继光、继和，一女素霞。张继光神智不清，被称为傻大哥:199，201。
张兰德虽是太监仍娶妻。外界传闻有三、四房妻妾。1921年后与他相熟的夏琴西，仅见过一位名为张小仙的“四太太”。张母董氏逝世后，家人改称张小仙为老太太。张彬如死后，张小仙在1944年怂恿张兰德将张彬如遗孀、孙子、孙女等赶出家中，“并断绝了财产及一切关系”:199—201。

## 相關影視作品
- 太监秘史（1990，主角毓泰的原型为小德张；胡亞捷飾演毓泰）
- 告別紫禁城（1992；羅文飾演小德張）
- 走向共和 (2003，馬小寧飾演小德張）
- 蒼穹之昴（2010，主角李春雲的原型為小德張；余少群飾演李春雲、王鶴宇飾演童年李春雲）
- 建党伟业（2011；趙亮飾演小德張）